# Pop traditionnelle
Genres dérivés
Pop
La pop traditionnelle (aussi appelée pop classique, pop vocale ou pop d'avant-rock 'n' roll) est un genre musical de musique pop occidentale qui précède généralement l'avènement du rock 'n' roll au milieu des années 1950. Les chansons les plus populaires et les plus durables de cette époque sont connues sous le nom de « standards pop » ou « standards américains ». Les œuvres de ces auteurs et compositeurs sont généralement considérées comme faisant partie du canon connu sous le nom de Great American Songbook. Plus généralement, le terme « standard » peut s'appliquer à toute chanson populaire qui devient très largement connue dans la culture générale et qui est enregistrée par de nombreux artistes.
AllMusic définit la pop traditionnelle comme « la pop post-big band et d'avant-rock 'n' roll ».

## Histoire
La pop traditionnelle comprend la production de chansons d'auteurs de Broadway, de la Tin Pan Alley et d'Hollywood, depuis la Première Guerre mondiale environ jusqu'aux années 1950, comme Irving Berlin, Frederick Loewe, Victor Herbert, Harry Warren, Harold Arlen, Jerome Kern, George Gershwin et Ira Gershwin, Richard Rodgers et Lorenz Hart, Oscar Hammerstein, Johnny Mercer, Dorothy Fields, Hoagy Carmichael, et Cole Porter.
L'ère du swing fait de nombreux chanteurs populaires des stars, notamment le jeune Frank Sinatra, Dinah Shore, Jo Stafford, Perry Como, Peggy Lee, Patti Page, David Whitfield, et Bing Crosby. Deux innovations notables sont l'ajout de sections de cordes et d'arrangements orchestraux et l'accent mis sur la performance vocale. L'ajout de cordes luxuriantes peut être entendu dans une grande partie de la musique populaire tout au long des années 1940 et 1950. 
En 1983, Linda Ronstadt, chanteuse populaire de l'ère du rock,, décide de changer de direction et collabore avec l'arrangeur et chef d'orchestre Nelson Riddle pour sortir un album de standards des années 1940 et 1950, What's New, qui remporte un grand succès. Il atteint la troisième place du Billboard, remporte un Grammy et incite Ronstadt à faire équipe avec Riddle pour deux autres albums : Lush Life en 1984 et For Sentimental Reasons en 1986. Le pari est réussi, car les trois albums deviennent des succès, les tournées de concerts internationales sont un succès et Riddle remporte quelques Grammy supplémentaires. La détermination de Ronstadt à produire ces albums permet à une nouvelle génération de découvrir les sons des époques pré-swing et swing.